# Xian de Changtu
Le xian de Changtu (昌图县 ; pinyin : Chāngtú Xiàn) est un district administratif de la province du Liaoning en Chine. Il est placé sous la juridiction de la ville-préfecture de Tieling.

## Démographie
La population du district était de 1 016 431 habitants en 1999.